# توماس ويليام داونز
توماس ويليام داونز (بالإنجليزية: Thomas William Downes)‏ هو مؤرخ نيوزيلندي، ولد في 18 فبراير 1868 في ويلينغتون في نيوزيلندا، وتوفي في 6 أغسطس 1938.